# Relation de tolérance
En mathématiques, une relation de tolérance est une relation réflexive, symétrique mais non transitive. L'ensemble décrit par ce type de relation est un espace de tolérance.

## Exemple
- Soit {\displaystyle (X,d)} un espace métrique et soit {\displaystyle \varepsilon >0}. La relation sur {\displaystyle X\times X} définie par {\displaystyle x\sim y} si {\displaystyle d(x,y)\leq \varepsilon } est une relation de tolérance. Dans le cas particulier où {\displaystyle X} est l'ensemble des nombres réels et {\displaystyle d} est la distance induite par la valeur absolue, on a {\displaystyle x\sim y} si {\displaystyle \vert x-y\vert \leq \varepsilon }.